# Best★BEST 岡村孝子
『Best★BEST 岡村孝子』（ベスト・ベスト おかむらたかこ）は、岡村孝子の非公式ベスト・アルバム。2006年9月6日発売。発売元はBMG JAPAN、販売元はキープ株式会社。規格品番はCRD-6608。

## 解説
通常のCD流通ルートのみならず、全国の高速道路内売店やホームセンター向けに出荷されている「Best★BEST」シリーズの1枚としてリリースされた。
CDジャケットは、通算10枚目のオリジナル・アルバム『SWEET HEARTS』と同じものが使用されている（このアルバムからは選曲されていない）。添付の歌詞ブックレットには、歌詞が初めて縦書きで掲載された。

## 収録曲
1. 夢をあきらめないで（4:40）
2. Believe（4:59）
3. はぐれそうな天使（4:06）
4. 風は海から（4:40）
5. 今日も眠れない（4:19）
6. 夏の日の午後（4:51）
7. あなたと生きた季節（5:08）
8. ピエロ（4:22）
9. Baby,Baby（4:42）
10. 心の草原（5:10）
11. Good-Day 〜思い出に変わるならば〜（4:56）
12. 愛がほしい（4:47）
13. ミストラル 〜季節風〜（4:59）
14. 見返してやるんだわ（3:30）
15. 虹を追いかけて（5:08）
16. 笑顔にはかなわない（4:55）

## 関連作品
初収録アルバム
- 『夢の樹』 M-4・8・14
- 『私の中の微風』 M-3・5・6・9
- 『Andantino a tempo』 M-1
- 『SOLEIL』 M-2・7
- 『Eau Du Ciel（天の水）』 M-12・15
- 『Kiss 〜à côté de la mer〜』 M-10
- 『Chou-fleur』 M-11
- 『mistral』 M-13
- 『満天の星』 M-16